# Neriene guanga
Neriene guanga is een spinnensoort uit de familie van de hangmat- en dwergspinnen (Linyphiidae).
De wetenschappelijke naam van de soort werd in 1995 als Phonognatha guanga gepubliceerd door Alberto Barrion en James Allen Litsinger.